# روبرت شليغل
روبرت شليغل (بالروسية: Шлегель, Роберт Александрович)‏ هو سياسي روسي، ولد في 17 ديسمبر 1984 بعشق آباد في تركمانستان. حزبياً، نشط في روسيا الموحدة. وقد انتخب عضو مجلس الدوما.